# 广濑诚
广濑诚（日语：／ Hirose Makoto，1976年11月22日—），日本男子柔道运动员。他曾代表日本参加2004年、2008年、2012年和2016年夏季残疾人奥林匹克运动会柔道比赛，共获得二枚银牌。